# Luca Desiato
Luca Desiato (Roma, 13 novembre 1941) è un giornalista e scrittore italiano.

Luca Desiato in compagnia di Michele Prisco, 1986

Ha vissuto per alcuni anni in America Latina, dove si è dedicato tra l'altro, a studi teologici. Attualmente vive e lavora a Roma.

## Opere
- Belfagor Arcidiavolo - ovvero la "Nuova Chiesa" vista da Satana - (Massimo, 1969)
- Il diario di Luca - (Gribaudi, 1971)
- Mirella: diario di una studentessa - (Gribaudi, 1973)
- Il sogno di Papa Asdrubale - (Marsilio, 1974)
- Il coraggio si chiama Thomas More - (Paoline, 1974)
- La risposta - (Paoline, 1974)
- Incomunicabilità e comunione - (1974)
- Canti dell'impegno, dell'amore, della speranza - (Gribaudi, 1974)
- Benito e il mostro - (Mondadori, 1976)
- Marco: diario di un timido - (Gribaudi, 1978)
- La marcia su Roma delle amazzoni - (Rusconi, 1979)
- Il marchese del Grillo - (Mondadori, 1981)
- Estate romana - (Gremese, 1982)
- Galileo mio Padre - (Mondadori, 1983)
- Come il fuoco - (Mondadori, 1986)
- Dialoghi e silenzi - (Paoline, 1988)
- Bocca di Leone - (Rizzoli, 1989)
- Storie dell'eremo - (Gribaudi, 1990)
- Giulioverme e altri racconti - (Paoline, 1990)
- Sulle rive del mar Nero - (Rizzoli, 1992)
- La notte dell'angelo - vita scellerata di Caravaggio(Mondadori, 1994)
- Giuliano l'Apostata - (Mondadori, 1997) ISBN 9788804422747
- Tra la perduta gente - (San Paolo, 1999) ISBN 9788821540110
- Dal Giardino Murato - (Messaggero, 2002) ISBN 978-8825010770
- C'era una volta a Roma, Trilussa - (Mondadori, 2004) ISBN 9788804531616
- Minotauro - (Mondadori, 2008) ISBN 9788804573586
- Storie del deserto - Le avventure del giovane eremita Apollonio - (San Paolo, 2012) ISBN 9788821574627

## Pubblicazioni
- Betlemme in stereo. Il Presepe vivente di Corchiano presso Viterbo: tutto e ricostruito con partecipe verita ma anche con qualche piccolo ammodernamento - (Bell'Italia, 2008)[1]

## Riconoscimenti
Ha vinto i seguenti premi letterari:
- Premio Grinzane Cavour e premio letterario Maria Cristina di Savoia[2] per Galileo mio padre nel 1984 nella sezione Narrativa italiana;
- Premio Letterario Basilicata per Come il fuoco nel 1986;[3]
- Premio Nazionale Rhegium Julii[4] e Premio Frontino-Montefeltro[5] per "Sulle Rive del Mar Nero" nel 1992;
- Premio Oplonti d'oro[6] e il Premio Penne per La notte dell'angelo nel 1994;
- Finalista al Premio Bergamo 2000 per Tra la perduta gente del 1999.[7]
- Premio Elba per Dal giardino murato nel 2002;[8]